# Aerangis curnowiana
Aerangis curnowiana es una orquídea epífita originaria de Madagascar.
Aerangis curnowiana (Rchb.f.) H.Perrier, Notul. Syst. (París) 7: 34 (1938), es considerada en Kew una sinonimia de Angraecum curnowianum (Rchb.f.) T.Durand & Schinz, Consp. Fl. Afric. 5: 41 (1894).

## Descripción
Es una planta de tamaño pequeño que prefiere clima caliente a fresco, es epífita, casi sin tallo, tiene hojas muy bi-lobuladas de color marrón, coriáceas, generalmente brillantes, a menudo, cubiertas con diminutos puntos grisáceos y con los márgenes de color marrón más pronunciado. Las raíces de esta especie son distintas porque son aplanadas, de color gris, finamente verrugosas, tienen color de ámbar o color cobre. Esta especie florece  en una inflorescencia axilar de 7 a 8 cm de largo con 1 a 2 flores  que tienen un espolón que forma un capullo en círculo perfecto, cuando la flor se abre forma una media curva que, finalmente, tienen forma de "S" con 10 a 13 cm de largo. La floración se produce a mediados del verano hasta el otoño

## Distribución y hábitat
Se encuentra en la región de Imerina en el noroeste de Madagascar en alturas inferiores a 1400 m s. n. m.

## Cultivo
Plante las orquídeas en  corcho o fibra de helechos arborescentes, con riego casi diario, fertilizar cada semana darle sombra.

## Taxonomía
Aerangis curnowiana fue descrita por (Finet) H.Perrier y publicado en Notulae Systematicae. Herbier du Museum de Paris 7: 34. 1938.
Etimología
El nombre del género Aerangis procede de las palabras griegas: aer = (aire) y angos = (urna), en referencia a la forma del labelo.
curnowiana: epíteto que significa "la Aerangis de Curnow (investigador inglés de los años 1800").
Sinonimia
- Rhaphidorhynchus curnowianus Finet 1907[1]
- Angraecum curnowianum (Rchb.f.) T.Durand & Schinz (1894).
- Aeranthes curnowiana Rchb.f. (1883).
- Angorchis curnowiana (Rchb.f.) Kuntze (1891).
- Mystacidium curnowianus (Rchb.f.) Rolfe (1904).
- Jumellea curnowiana (Rchb.f.) Schltr. (1915).[4][5]